# Залозецький деканат УГКЦ
Залозецький деканат Тернопільсько-Зборівської архієпархії УГКЦ — релігійна структура УГКЦ, що діє на території Тернопільської області України.

## Історія
Залозецький деканат існував у структурі УГКЦ вже у XVIII столітті, належав до Луцько-Острозької єпархії та складався з 18 парафій.

## Декани
Декан Залозецький — о. Михайло Підгородецький.

## Парафії деканату
| Парафії                                           | Населені пункти  |
| ------------------------------------------------- | ---------------- |
| Пресвятої Богородиці Владичиці України            | с. Бзовиця       |
| Собору Пресвятої Богородиці                       | с. Білоголови    |
| Воздвиження Чесного Хреста Господнього            | с. Білокриниця   |
| Святих верховних апостолів Петра і Павла          | с. Бліх          |
| Святого Юрія                                      | с. Вертелка      |
| Вознесіння Господнього                            | с. Гаї-Розтоцькі |
| Святого Юрія                                      | с. Гаї-за-Рудою  |
| Святого Миколая                                   | с. Гарбузів      |
| Святого Миколая                                   | с. Глядки        |
| Успіння Пресвятої Богородиці                      | с. Городище      |
| Покрови Пресвятої Богородиці                      | с. Дітківці      |
| Воскресіння Господнього                           | с. Загір'я       |
| Покрови Пресвятої Богородиці                      | смт Залізці      |
| Введення в храм Пресвятої Богородиці              | с. Іванківці     |
| Святого апостола Івана Богослова                  | с. Кобзарівка    |
| Пресвятої Трійці                                  | с. Малашівці     |
| Собору Пресвятої Богородиці                       | с. Манаїв        |
| Різдва Пресвятої Богородиці                       | с. Мильне        |
| Святого архістратига Михаїла                      | с. Мшанець       |
| Вознесіння Господнього                            | с. Нетерпинці    |
| Воздвиження Чесного Хреста Господнього            | с. Носівці       |
| Святого Миколая                                   | с. Оліїв         |
| Святих чудотворців і безсрібників Косми і Дам'яна | с. Панасівка     |
| Святих верховних апостолів Петра і Павла          | с. Підберізці    |
| Святих верховних апостолів Петра і Павла          | с. Піщане        |
| Святого Димитрія                                  | с. Плесківці     |
| Успіння Пресвятої Богородиці                      | с. Ратищі        |
| Преображення Господнього                          | с. Ренів         |
| Різдва Пресвятої Богородиці                       | с. Серетець      |
| Святої Параскеви П'ятниці                         | с. Тростянець    |
| Різдва Пресвятої Богородиці                       | с. Чернихів      |
| Святого архістратига Михаїла                      | с. Чистопади     |
| Успіння Пресвятої Богородиці                      | с. Чорний Ліс    |